# Le Jour où j'ai échangé mon père contre deux poissons rouges
Le Jour où j'ai échangé mon père contre deux poissons rouges (titre original : The Day I Swapped My Dad for Two Goldfish) est un album de bande dessinée pour la jeunesse scénarisé par Neil Gaiman et dessiné par Dave McKean. Il est publié aux États-Unis en 1997 par White Wolf Publishing.

## Publication
- Le Jour où j'ai échangé mon père contre deux poissons , Delcourt, coll. « Jeunesse », 2000  (ISBN 2-84055-557-3).

### Documentation
- Fabien Tillon, « Bocal, Sweet Bocal », BoDoï, no 36,‎ décembre 2000, p. 12.